# Junior Romero
Junior Romero (El Banco, Magdalena, Colombia; 18 de febrero de 1990) es un futbolista colombiano. Juega de defensa lateral y actualmente no tiene equipo.

## Selección nacional
Con 17 años de edad participó en la Copa Mundial de Fútbol Sub-17 de 2007 con la Selección Colombia. 

## Clubes
| Club            | País     | Año         |
| --------------- | -------- | ----------- |
| Unión Magdalena | Colombia | 2007 - 2009 |
| Academia        | Colombia | 2010 - 2011 |